# Transformée de Yeo-Johnson
En statistique et en économétrie, la transformée de Yeo-Johnson est une transformation non linéaire qui permet de réduire l’asymétrie et de se rapprocher d'une loi normale.

## Définition formelle
Formellement, la transformée de Yeo-Johnson s'écrit : 
{\displaystyle \Psi (\lambda ,y)={\begin{cases}((y+1)^{\lambda }-1)/\lambda &{\text{si }}\lambda \neq 0,y\geq 0\\\log(y+1)&{\text{si }}\lambda =0,y\geq 0\\-[(-y+1)^{(2-\lambda )}-1]/(2-\lambda )&{\text{si }}\lambda \neq 2,y<0\\-\log(-y+1)&{\text{si }}\lambda =2,y<0\end{cases}}}